# Technik farmaceutyczny

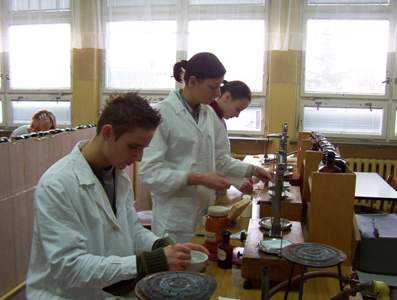
Przyszli technicy farmaceutyczni podczas ćwiczeń

Technik farmaceutyczny – tytuł zawodowy uzyskiwany po okresie dwuipółletniego kształcenia w szkole policealnej oraz odbyciu dwuletniego stażu w aptece ogólnodostępnej. Osoby te mogą zajmować się zawodowo pracą w aptekach, punktach aptecznych oraz przemyśle farmaceutycznym. Technik farmaceutyczny wykonuje także prace techniczne, analityczne i administracyjne związane z produkcją leków, analizą i kontrolą jakości leków oraz obrotem środkami farmaceutycznymi, artykułami sanitarnymi i sprzętem medycznym (w aptekach, pracowniach farmaceutycznych, przemyśle farmaceutycznym, chemicznym i zielarskim).

## Kwalifikacje zawodowe
Osoby wykonujące zawód technika farmaceutycznego są włączone w system opieki zdrowotnej w Polsce, zawód polega na pomocy farmaceutom w świadczeniu usług farmaceutycznych. Zgodnie z obowiązującą ustawą Prawo farmaceutyczne, do zadań technika farmaceutycznego w aptece należy wykonywanie czynności fachowych polegających na: wytwarzaniu produktów leczniczych, sporządzaniu leków aptecznych i leków recepturowych, wydawaniu produktów leczniczych i wyrobów medycznych, z wyjątkiem produktów leczniczych mających w swoim składzie:
- substancje bardzo silnie działające określone w Urzędowym Wykazie Produktów Leczniczych dopuszczonych do obrotu na terytorium Rzeczypospolitej Polskiej,
- substancje odurzające,
- substancje psychotropowe grupy I-N oraz II-P.

Ponadto technicy farmaceutyczni posiadający trzyletni staż pracy w aptekach ogólnodostępnych mogą być kierownikami punktów aptecznych.

## Kształcenie
Kształcenie techników farmaceutycznych odbywa się w systemie dwuipółletniego nauczania i obejmuje naukę czynności fachowych i zdobywanie wiedzy w szkołach o profilu medycznym, kształcących w tym zawodzie. Do podjęcia nauki jako technik farmaceutyczny nie jest wymagane uzyskanie świadectwa maturanego, a jedynie ukończenie liceum. Obok przedmiotów zawodowych, takich jak: technologia postaci leku, podstawy farmakologii oraz analizy leków, słuchacze zdobywają wiedzę na wykładach m.in. z biologii, zdrowia publicznego, psychologii. Naukę teorii uzupełniają zajęcia laboratoryjne prowadzone w pracowniach technologii postaci leku, analizy leków i farmakognozji. Podczas nauki przyszli technicy farmaceutyczni odbywają praktyki zawodowe w aptekach ogólnodostępnych, aptekach szpitalnych, zakładach produkcyjnych oraz hurtowniach farmaceutycznych. Kształcenie w studium medycznym kończy się przystąpieniem do egzaminu z
przygotowania zawodowego, na który składa się część teoretyczna i praktyczna. Od 2007 roku egzaminy, tzw. zewnętrzne, prowadzone są przez Centralną Komisję Egzaminacyjną. Egzamin pozwala na uzyskanie tytułu zawodowego technika farmaceutycznego. Podyplomowy staż zawodowy w aptece otwartej obejmuje okres 2 lat, które można uważać za dalsze doskonalenie zawodowe techników. Po odbyciu stażu, technik farmaceutyczny staje się osobą w pełni wykwalifikowaną do świadczenia usług farmaceutycznych w zakresie swoich uprawnień zawodowych, zgodnie z Ustawą Prawo Farmaceutyczne

## Organizacje zawodowe
- Związek Zawodowy Techników Farmaceutycznych Rzeczypospolitej Polskiej